# Cañada de los Alamos
Cañada de los Alamos – jednostka osadnicza w Stanach Zjednoczonych, w stanie Nowy Meksyk, w hrabstwie Santa Fe.